# Ȃ
Cette page contient des caractères spéciaux ou non latins. S’ils s’affichent mal (▯, ?, etc.), consultez la page d’aide Unicode.
Ȃ (minuscule : ȃ), appelé A brève inversée, est un graphème utilisé dans la notation de phonologie ou de poésie du croate ou du slovène.
Il s’agit de la lettre A diacritée d’une brève inversée.

## Représentations informatiques
Le A brève inversée peut être représenté avec les caractères Unicode suivants :
- précomposé (latin de base, diacritiques) :

| formes    | représentations | chaînes de caractères | points de code | descriptions                              |
| --------- | --------------- | --------------------- | -------------- | ----------------------------------------- |
| capitale  | Ȃ               | Ȃ                     | U+0202         | lettre majuscule latine a brève renversée |
| minuscule | ȃ               | ȃ                     | U+0203         | lettre minuscule latine a brève renversée |

- décomposé (latin de base, diacritiques) :

| formes    | représentations | chaînes de caractères | points de code | descriptions                                          |
| --------- | --------------- | --------------------- | -------------- | ----------------------------------------------------- |
| capitale  | Ȃ               | A◌̑                    | U+0041 U+0311  | lettre majuscule latine a diacritique brève renversée |
| minuscule | ȃ               | a◌̑                    | U+0061 U+0311  | lettre minuscule latine a diacritique brève renversée |